# Kuttalawadi, Belgaum
Kuttalawadi là một làng thuộc tehsil Belgaum, huyện Belgaum, bang Karnataka, Ấn Độ.